# 道格拉斯·霍顿

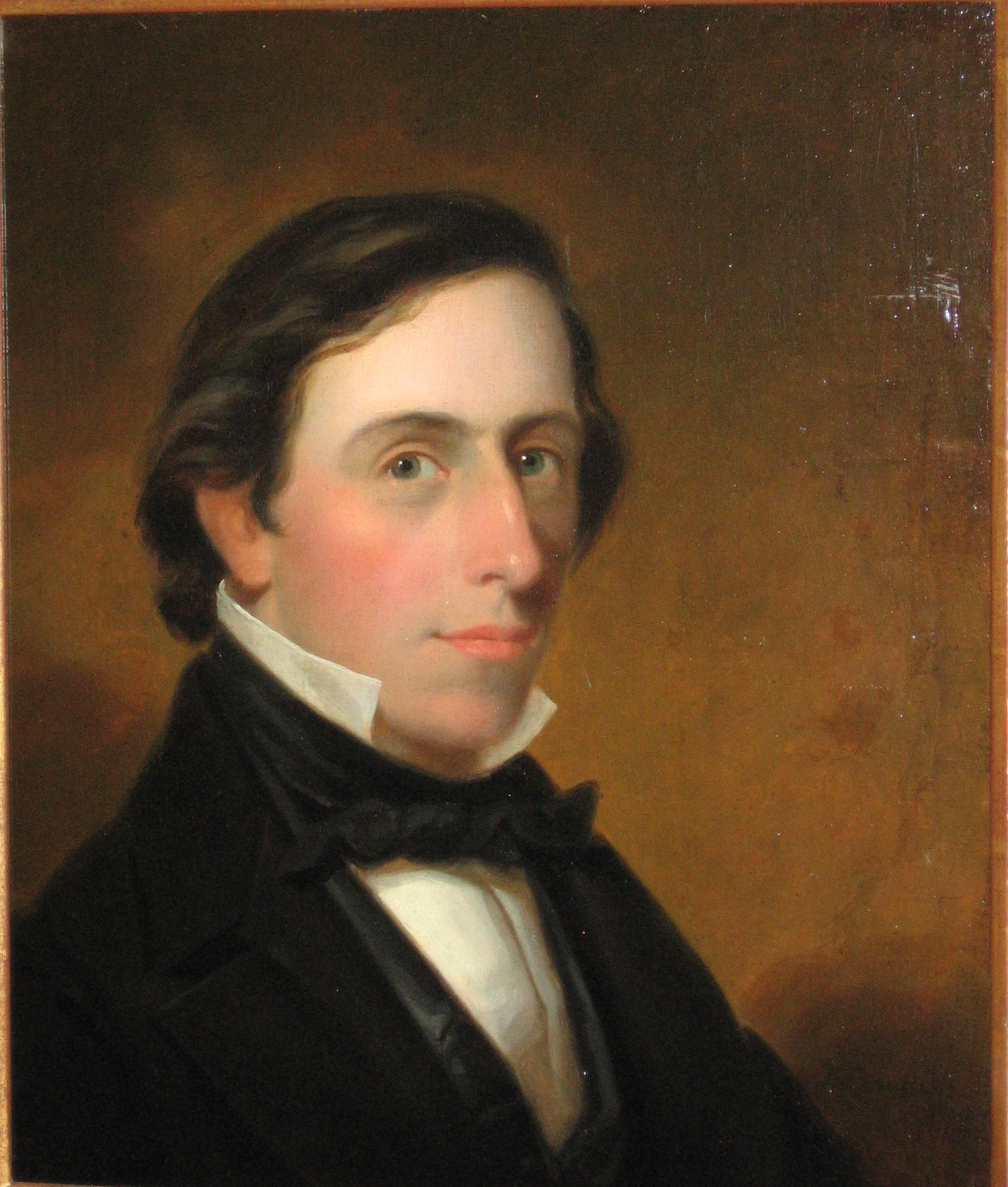
Douglass Houghton
Oil on board by Alva Bradish (1850)

道格拉斯·霍顿（英語：Douglass Houghton，又译道格拉斯·休顿，1809年9月21日—1845年10月13日），美国地质学家和物理学家，因为对基威诺半岛铜矿的探索而被誉为“美国铜矿之父”。

## 早年生活
霍顿出生于纽约州的首府奥尔巴尼附近的小镇特洛伊。其父亲名叫雅各·霍顿，是一名律师。道格拉斯·霍顿从小就对科学感兴趣，并且将这种兴趣保持了一生。1829年霍顿进入家乡的伦斯勒学校（现改名伦斯勒工艺学院）学习地质学，受到了地质学家阿莫斯·伊顿的青睐。他只用了一年时间就获得了学士学位，并且被学校聘请为化学讲师。1831年，他又跟随一名医生学习药剂学，并且获得了从医资格证书。

## 职业生涯
1831年，密歇根还是西北地区的一部分，并未以一个州加入美国联邦。当时底特律的行政官员们向阿莫斯·伊顿询问是否有合适的科学家到底特律来讲课，伊顿极力推荐了霍顿。霍顿也非常乐意地接受了这份在底特律教学的工作。他以极大的热情为底特律的学生教授科学，并得到了学生的欢迎。他的学生把自己称作“霍顿男孩”（Houghton Boys）。霍顿也因此成为名动一时的公众人物。
霍顿很快就被地质学家亨利·斯库尔克拉夫特选中，作为一名探险队员参加了斯库尔克拉夫特对苏必利尔湖和密西西比河上游的地质考察。在这过程中，霍顿在密歇根上半岛采集了大量的岩石样本，并且给当地印第安人提供了医疗服务。1837年密歇根州加入美国以后，他决定留在密歇根州，研究密歇根的地质。他也成为了密歇根州的第一个位首席地质学家。
1839年，密歇根大学邀请他加盟。他在密歇根大学创立了地球科学系，后来这个系成为了一流的地球科学研究中心。但是更多的时间里，霍顿并不在大学里授课，而是在密歇根北部探寻自然资源。1841年2月，霍顿在密歇根的基威诺半岛发现了美国历史上第一座大型的铜矿。这个铜矿的发现立刻改变了全世界的铜资源格局。美国不再从欧洲进口铜矿。霍顿也因此被誉为“美国的铜矿之父”。1842年，他被选为底特律的市长，但是他推辞了这份工作，因为他不喜欢政治，只喜欢自然科学。他也是美国科学促进会的创始人之一。

## 逝世和遗产
1845年，霍顿带队再一次北上，对苏必利尔湖进行勘察。由于资金紧缺，这一次霍顿的队伍装备简陋，人员配置也不完美。10月3日，霍顿在老鹰河附近驾小船进入苏必利尔湖，不幸遇上冬季风暴，小船倾覆。霍顿死于冰冷的湖水中，时年36岁。他的死讯震惊了全国。他死后，在他曾经工作过的基威诺半岛上，人们建立了一座小城，取名霍顿，以纪念这位铜矿之父,。密歇根最大的内湖也被命名为霍顿湖。卡鲁梅特河上的一条瀑布也被称作道格拉斯·霍顿瀑布。霍顿的画像也被悬挂在密歇根大学研究生院的图书馆里。密歇根大学在2006年还设立了道格拉斯霍顿奖学金，以鼓励那些热爱自然科学的学生。霍顿在美国历史中的地位有一定争议。作为密歇根州的第一位首席地理学家，他却未能完成任何的地质报告。当然这和他的以外死亡有关。